# Xã Keener, Quận Jasper, Indiana
Xã Keener (tiếng Anh: Keener Township) là một xã thuộc quận Jasper, tiểu bang Indiana, Hoa Kỳ. Năm 2010, dân số của xã này là 10.110 người.